# Badens krigsförtjänstkors

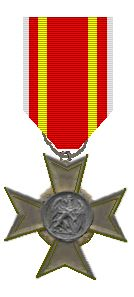
Badens krigsförtjänstkors.

Badens krigsförtjänstkors (tyska Badisches Kriegsverdienstkreuz) var en orden som utdelades av Storhertigdömet Baden åt personer som hade utmärkt sig i krigstjänst och på hemmafronten. Orden instiftades av Fredrik II den 9 september 1916.